# Euclystis planitis
Euclystis planitis är en fjärilsart som beskrevs av Dyar 1922. Euclystis planitis ingår i släktet Euclystis och familjen nattflyn. Inga underarter finns listade i Catalogue of Life.